# 카르파티 벨러
카르파티 벨러(Kárpáti Béla)는 헝가리의 전 축구 선수로, 과거 수비수로 활동했다. 1954 스위스 월드컵과 1958 스웨덴 월드컵에 참가한 바 있다.